# Microchloa altera
Microchloa altera là một loài thực vật có hoa trong họ Hòa thảo. Loài này được (Rendle) Stapf mô tả khoa học đầu tiên năm 1900.